# 墨西哥灰捕鳥蛛
墨西哥灰捕鳥蛛（学名：Aphonopelma pallidum），俗稱墨西哥灰玫瑰蜘蛛，是一種很稀有的捕鳥蛛。牠們原屬於短尾蛛屬，後來重新分類在Aphonopelma中。雄蛛呈褐色，胸部黑色；雌蛛呈淺褐色，胸部淡黃色。有指牠們很長壽，像短尾蛛屬般有20-25歲的壽命。牠們是陸地性的，長15厘米。

## 保育狀況
其被列為《瀕危野生動植物種國際貿易公約》附錄二的物種，被限制出口及貿易。